# チンチョン女伯爵の肖像
『チンチョン女伯爵の肖像』（チンチョンじょはくしゃくのしょうぞう、西: La condesa de Chinchón, 英: The Countess of Chinchon）は、スペインのロマン主義の巨匠フランシスコ・デ・ゴヤが1800年に制作した肖像画である。油彩。スペイン・ボルボン朝の最初の国王フェリペ5世の孫娘で、しばしば不遇の人生を送ったと言われる第15代チンチョン女伯爵マリア・テレサ・デ・ボルボーン・イ・バリャブリガを描いている。現在はマドリードのプラド美術館に所蔵されている。

## 人物
マリア・テレサは1780年に父ルイス・アントニオ・デ・ボルボーン親王とアラゴンの下級貴族出身の妻マリア・テレサ・デ・バリャブリガ・イ・ロサスとの間に生まれた。父ルイス・アントニオは国王フェリペ5世の息子であったが、王位を欲しためカルロス3世に嫌われていた。また身分違いの結婚（貴賤結婚）をしたため、その子供であるマリア・テレサやその兄妹は王室から除外されていた。一家はアレナス・デ・サン・ペドロでの隠遁生活を強いられ、1785年、彼女がわずか5歳のときに父が死去すると、妹マリア・ルイサとともにトレドのサン・クレメンテ修道院に送られた。しかしカルロス3世の死から9年が過ぎた1797年、マリア・テレサはカルロス4世の宰相マヌエル・デ・ゴドイと結婚した。これにより彼女とその家族は王室への復帰が認められ、マリア・テレサはボアディージャ・デル・モンテ女侯爵とチンチョン女伯爵の称号を名乗ることを許された。現存するマリア・テレサとマヌエル・デ・ゴドイがそれぞれ王妃マリア・ルイサ・デ・パルマに宛てた手紙は、夫婦の関係が良好であったことを示している。彼女は1800年に娘カルロッタ・ルイサ・デ・ゴドイ・イ・ボルボーンを出産。1808年、アランフエス暴動により兄ルイス・マリアとともにトレドに逃げた。1824年に兄が死去するとパリに亡命、4年間の闘病の末に死去した。

## 制作背景
マリア・テレサの父ルイス・アントニオはゴヤの有力な後援者の1人で、ゴヤが彼らの住んでいたアレナス・デ・サン・ペドロを初めて訪れた1783年夏から1784年にかけて、マニャーニ・ロッカ財団に所蔵されている『ドン・ルイス・デ・ボルボーン親王の家族』（La familia del infante don Luis de Borbón）を含む多くの肖像画を制作した。このとき、幼い彼女の肖像画もまた制作している。それから約15年後、1799年10月に首席宮廷画家に任命されたゴヤは、カルロス4世夫妻にいくつかの重要な作品を制作した。また再び国王夫妻の寵愛を受けるようになっていたマヌエル・デ・ゴドイのために多くの作品を制作した。本作品はそうした絵画の1つで、ゴヤはマリア・テレサとその兄妹、ゴドイの肖像画を制作した。またゴドイの宮殿のために寓意画『商業』（El Comercio）、『農業』（La Agricultura）、『工業』（La Industria）、『科学』（La Ciencia）と、おそらく『真理、時間、歴史』（La Verdad, el Tiempo y la Historia）および『詩』（La Poesia）を制作した。

## 作品

ゴヤの『後のチンチョン女伯爵マリア・テレサ・デ・ボルボーン・イ・バリャブリガの肖像』。1783年。ナショナル・ギャラリー・オブ・アート所蔵。

ゴヤは娘カルロッタを身ごもった21歳の女伯爵マリア・テレサを描いている。彼女は暗い背景の前に深いネックラインの白いシフォンドレスを着て、金色のアームチェアに座っている。豊かなブロンドの巻き髪は後ろで束ね、小麦の穂と緑色の羽根の装飾品で飾っている。身体の前で組んだ左右の手には異なる指輪をはめている。左手にはめているのはダイヤモンドの指輪であり、これに対して右手の中指にはカルロス3世勲章を身に着けた夫マヌエル・デ・ゴドイのミニアチュールの肖像画がはめ込まれた大きな指輪をはめている。
ゴヤはマリア・テレサの内気で、やや空想にふけりがちな性格を描写している。また温かみのある色調を使用することで繊細さと優雅さを高めている。正確かつ明確な筆遣いで左手の指輪の中央のダイヤモンドの輝きを強調する一方、右手の指輪のゴドイの肖像画を非常に大ざっぱに描いている。
肖像画のモデルがマリア・ルイサである主な根拠は、1800年4月22日から5月初旬にかけて交わされたマリア・ルイサとゴドイの往復書簡である。手紙はマリア・テレサが妊娠したことを明らかにしており、ゴドイが「医者がめったに訪ねてこないので」出産が無事に終わると確信していたことを伝えている。マリア・テレサが身に着けた小麦の頭飾りは当時流行していた女性の装飾品と一致しているが、ここでは特に古代ローマの大地の女神ケレスを象徴しており、豊饒の願いが込められている。この女神の祝祭は特に4月19日に祝われた。
美術館が行った科学的調査により、ゴヤがすでに使用していたキャンバスの上にマリア・テレサの肖像画を描いたことが判明している。X線撮影された画像には、ゴドイの立像とマルタ騎士団の十字架を胸に着けた若い騎士の肖像画が確認でき、どちらもマリア・ルイサの最終的な肖像画の準備として使用されたピンクがかったベージュの絵具層で覆われている。

## 来歴
肖像画はチンチョン女伯爵とその子孫によって所有されたのち、スエカ公爵と公爵夫人に相続された。2000年にビリャエスクーサ遺贈基金によりプラド美術館によって購入された。

## ギャラリー
関連するゴヤの肖像画

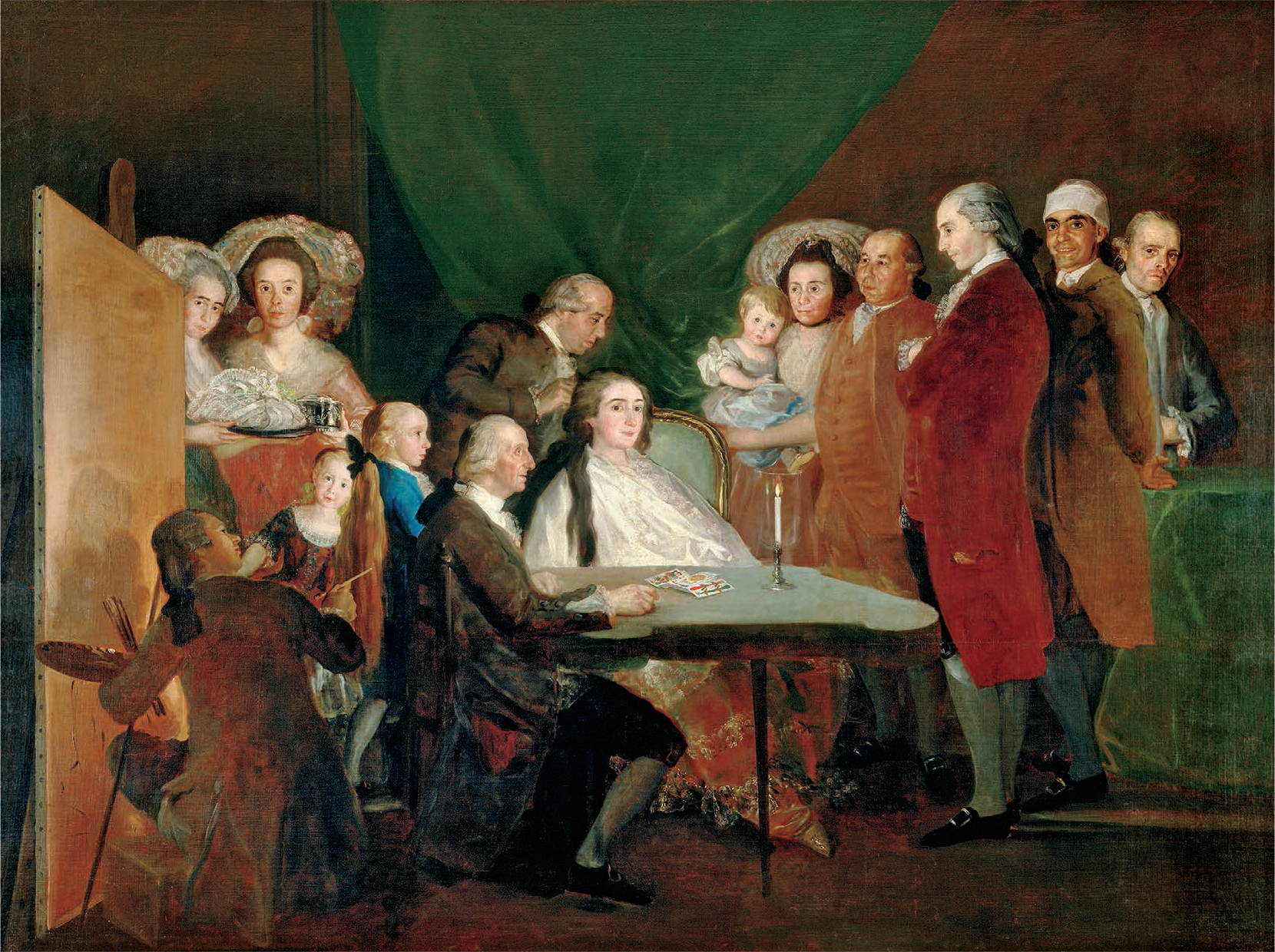
『ドン・ルイス・デ・ボルボーン親王の家族』1784年 マニャーニ・ロッカ財団（英語版）所蔵
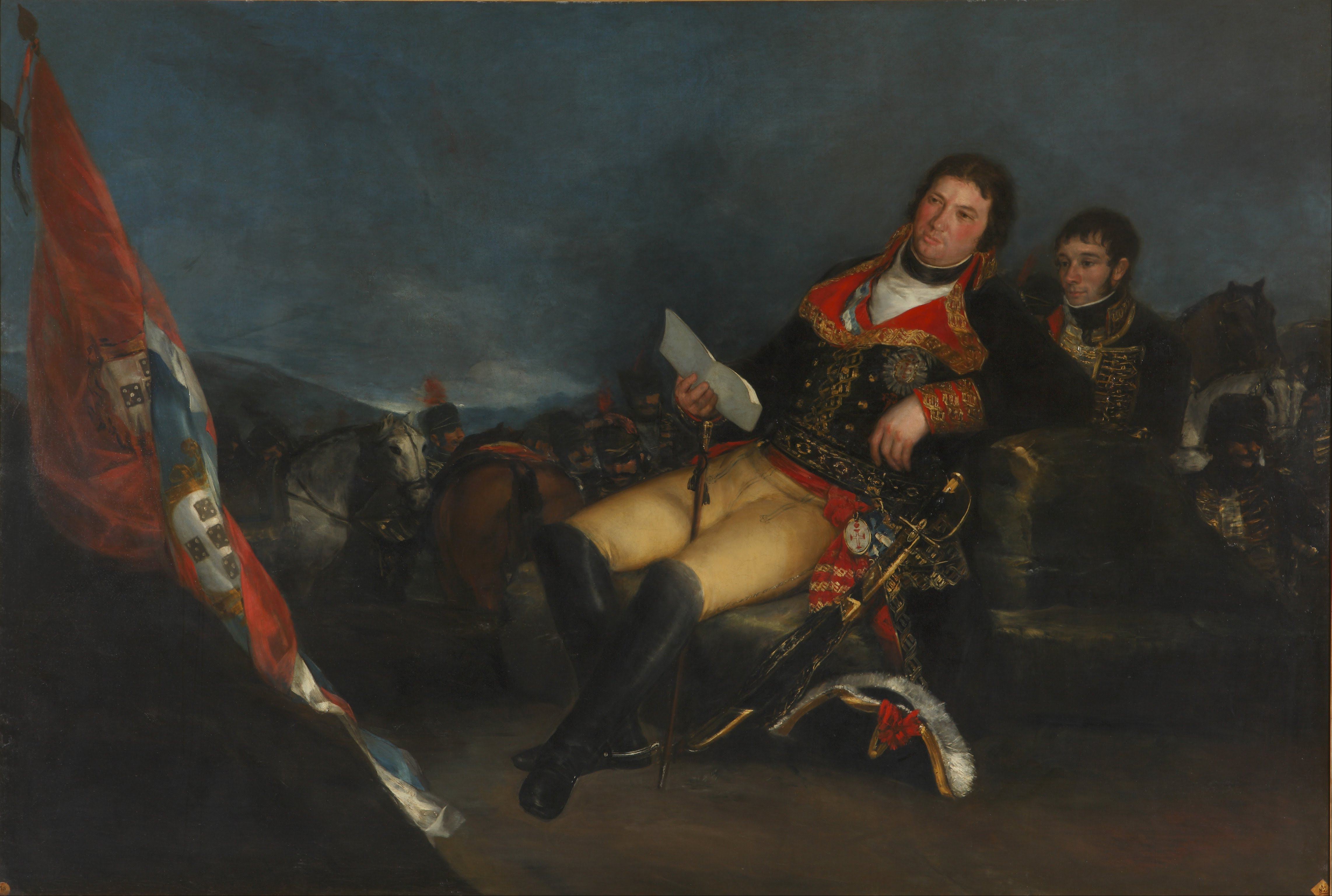
『マヌエル・デ・ゴドイの肖像』1801年 王立サン・フェルナンド美術アカデミー所蔵

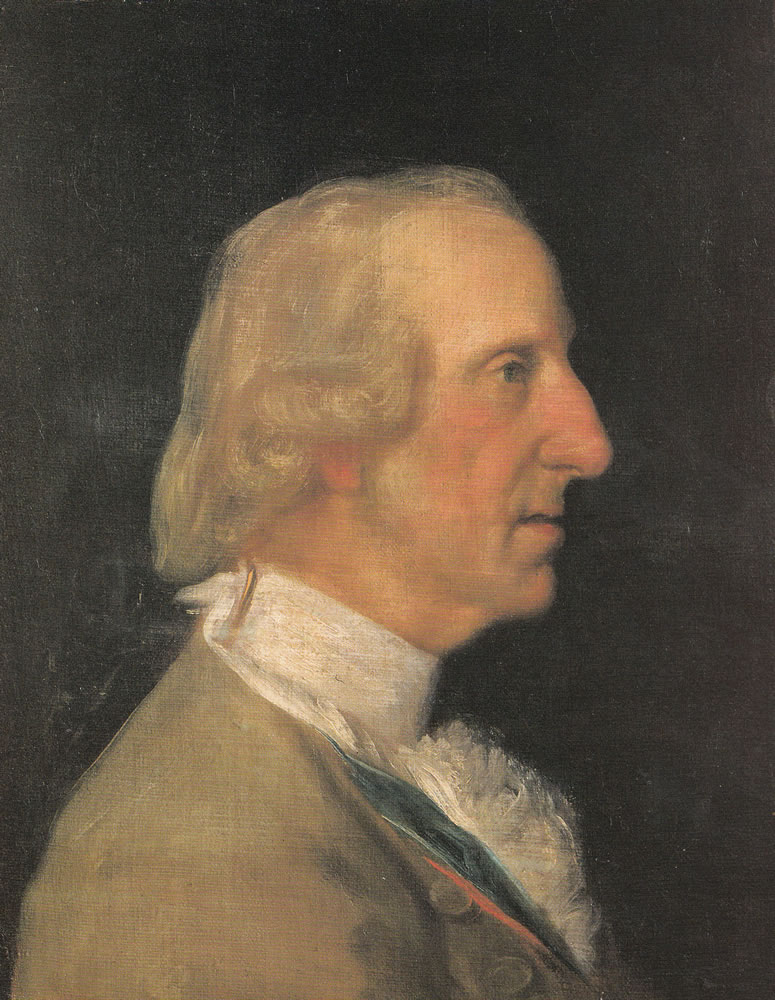
『ドン・ルイス・デ・ボルボーン親王の肖像』1783年 個人蔵
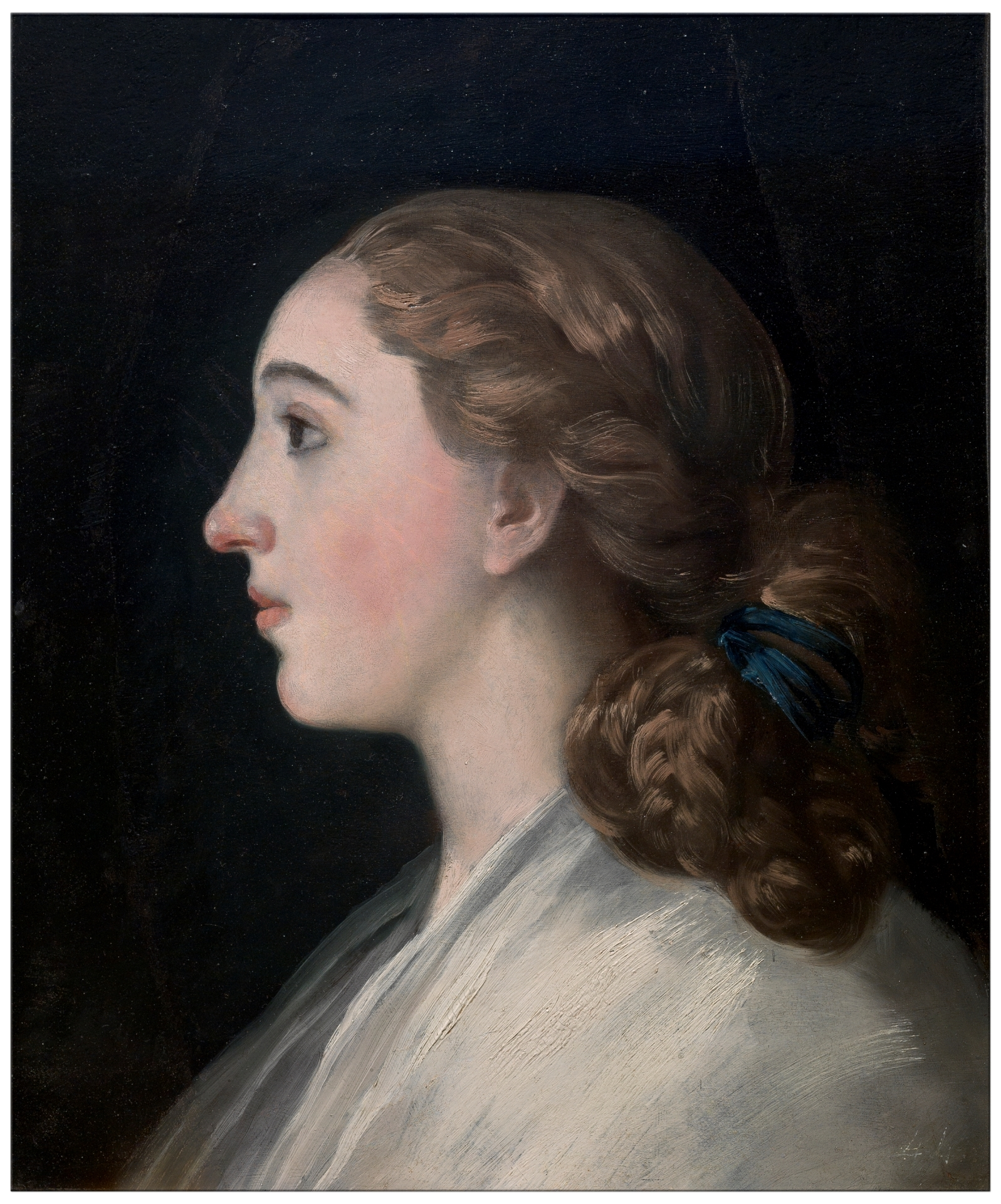
『マリア・テレサ・デ・バリャブリガ・イ・ロサスの肖像』1783年 プラド美術館所蔵
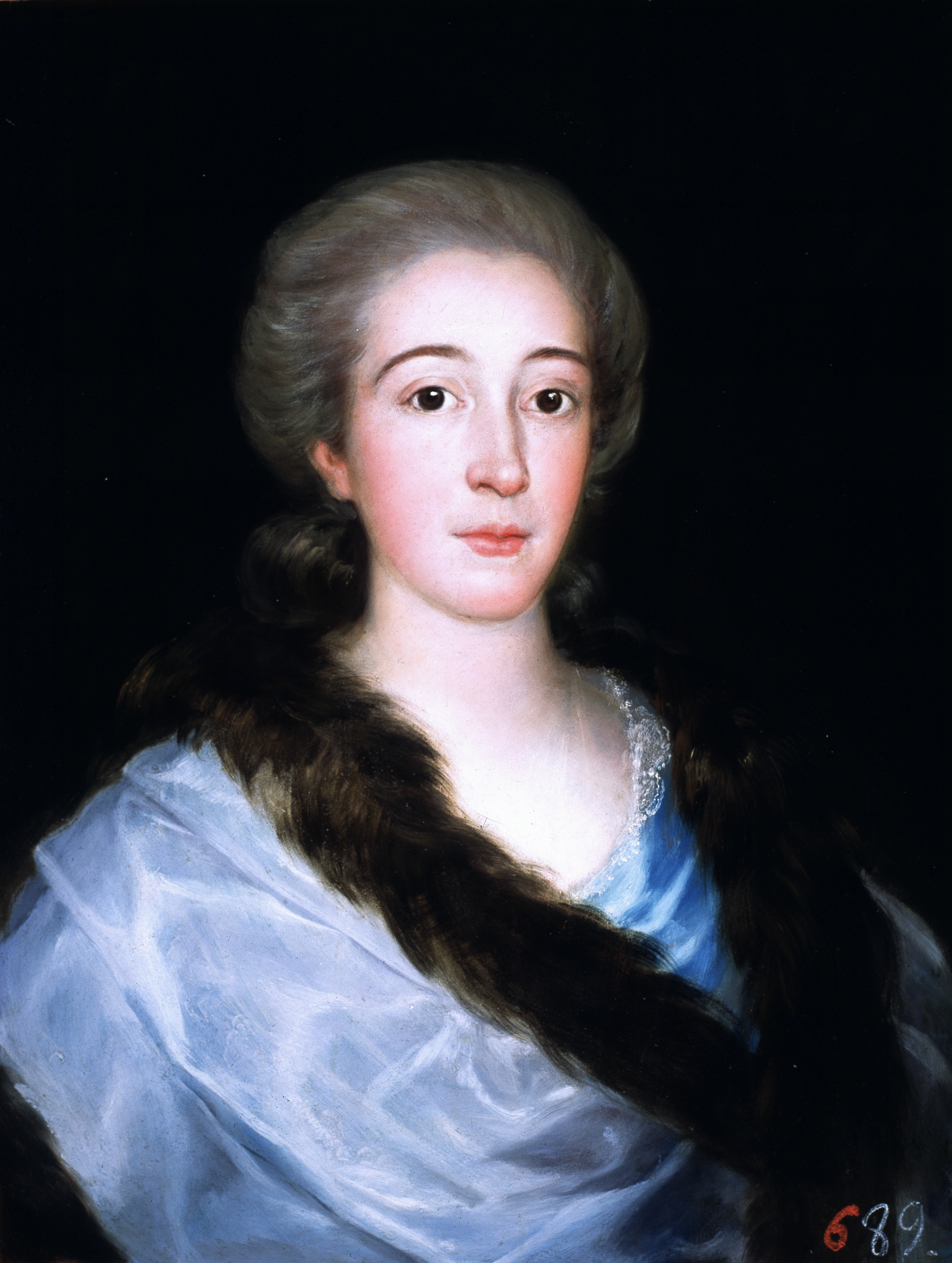
『マリア・テレサ・デ・バリャブリガ・イ・ロサスの肖像』1783年 個人蔵
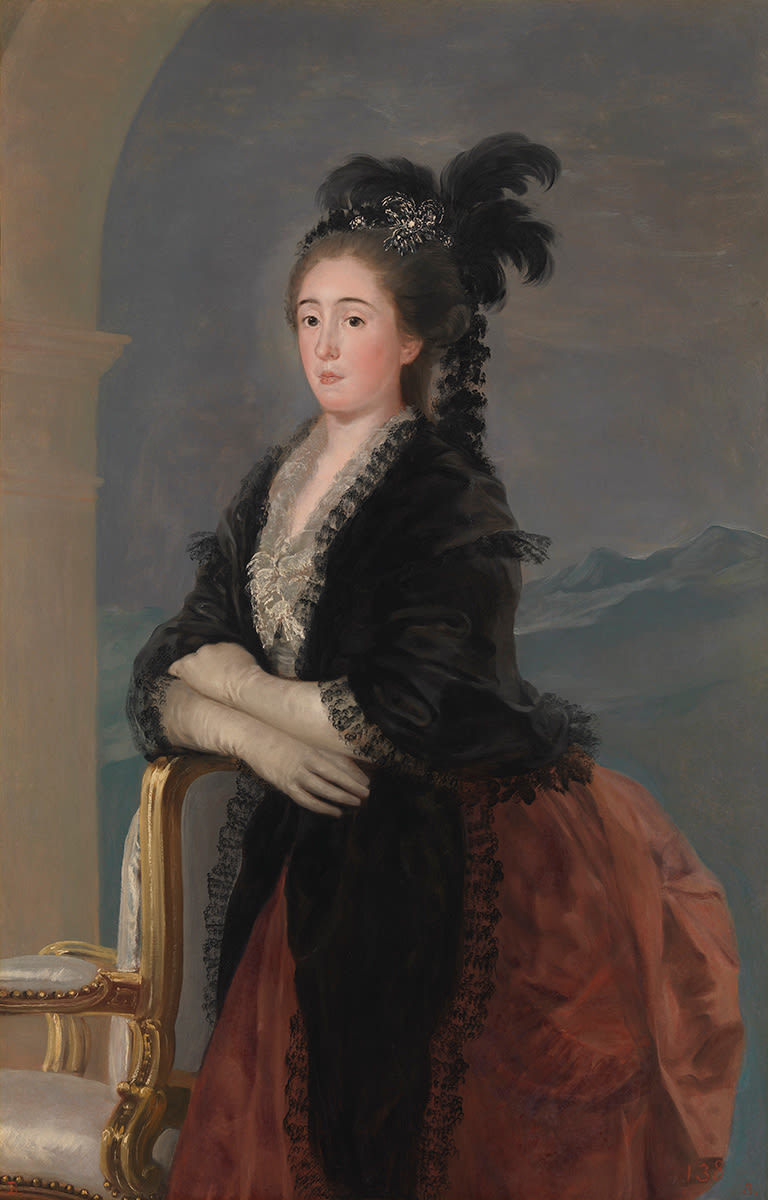
『マリア・テレサ・デ・バリャブリガ・イ・ロサスの肖像』1783年 ノイエ・ピナコテーク所蔵
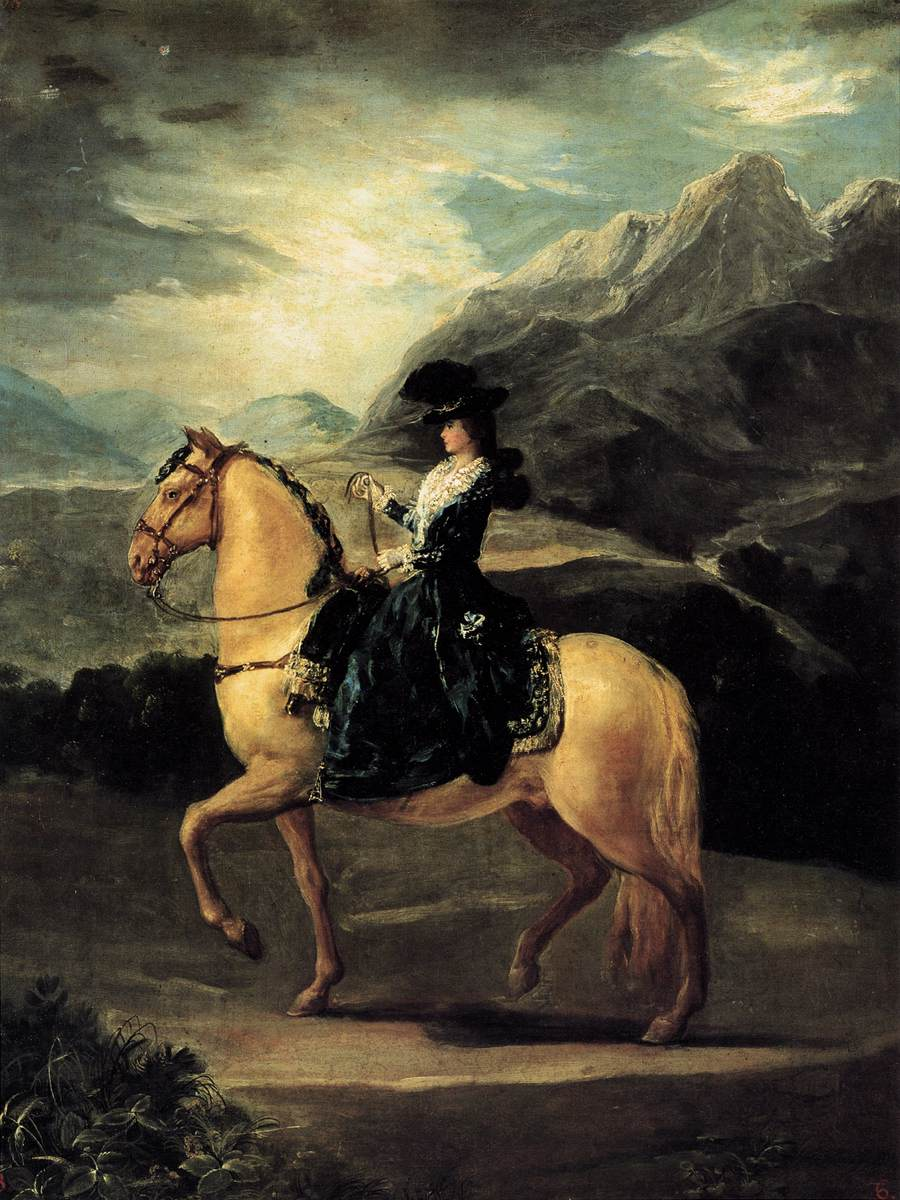
『マリア・テレサ・デ・バリャブリガ・イ・ロサス騎馬像』1783年 ウフィツィ美術館所蔵
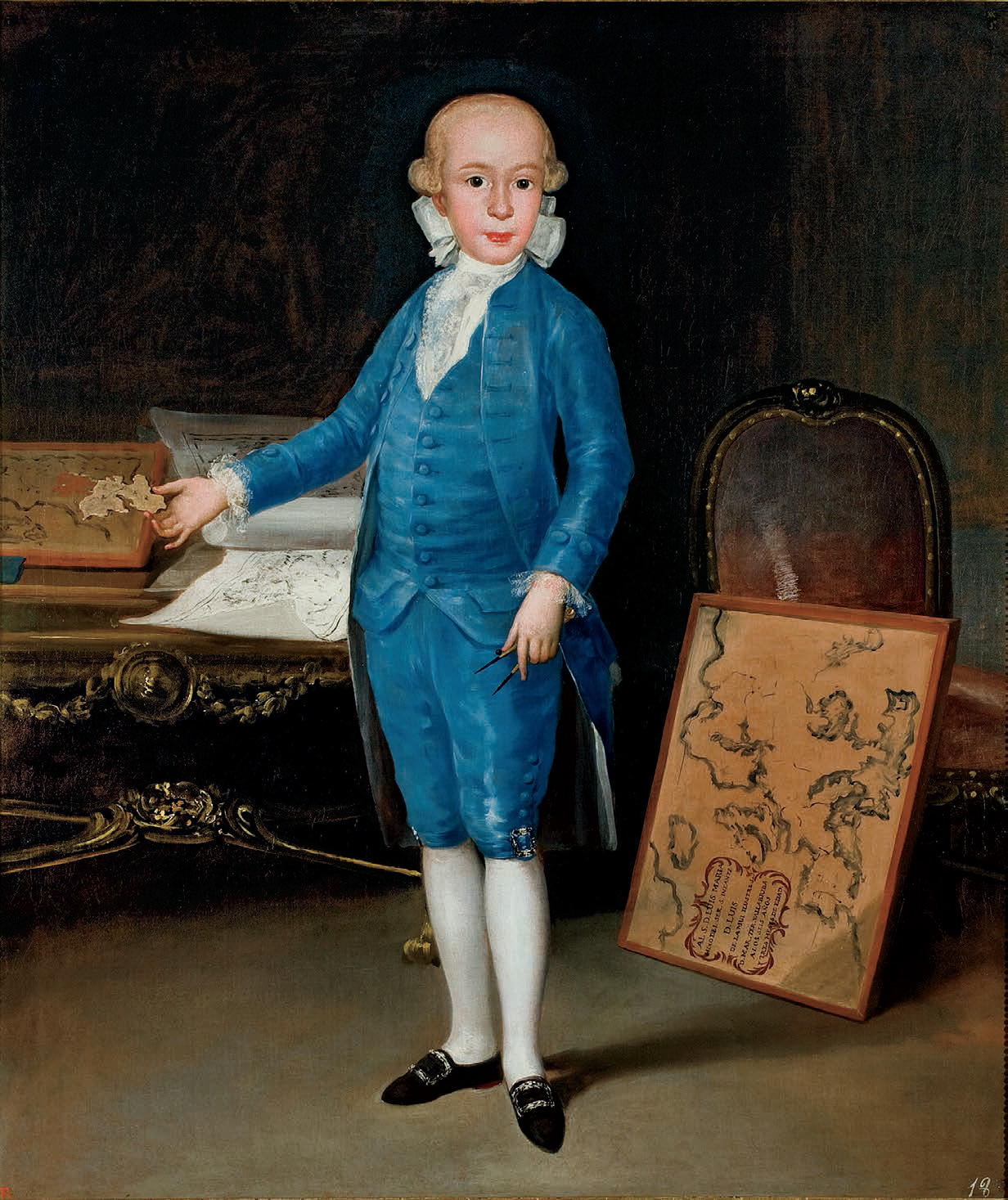
『少年ルイス・マリア・デ・ボルボーン・イ・バリャブリガの肖像』1783年 サラゴサ博物館（英語版）所蔵
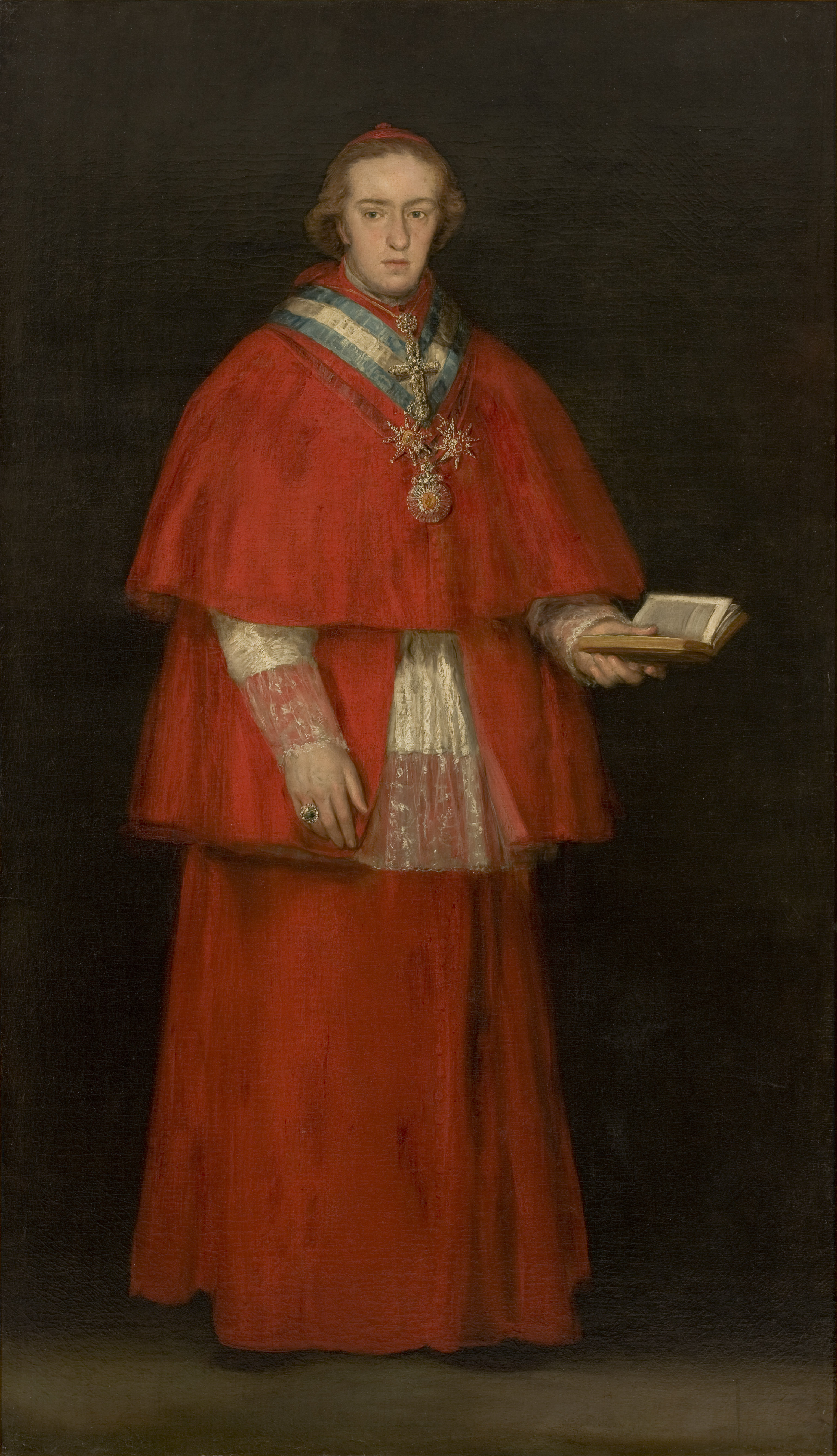
『枢機卿ルイス・マリア・デ・ボルボーン・イ・バリャブリガの肖像』1798年-1800年頃 サンパウロ美術館所蔵
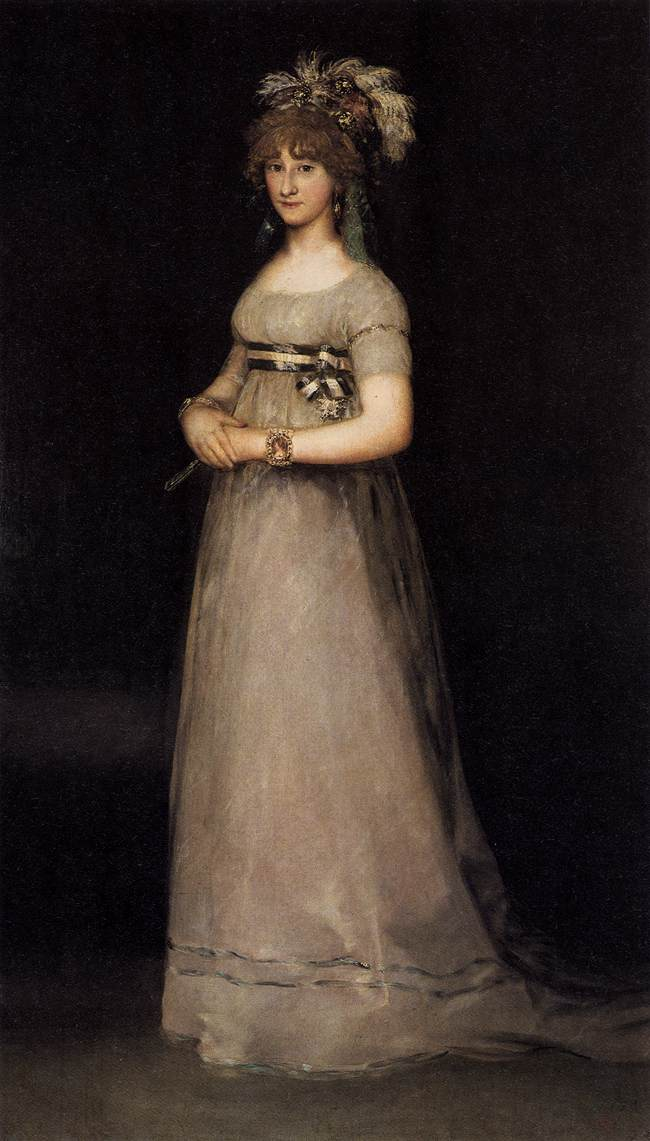
『マリア・ルイサ・デ・ボルボーン・イ・バリャブリガの肖像』1800年頃 ウフィツィ美術館所蔵